# Jennifer Hale

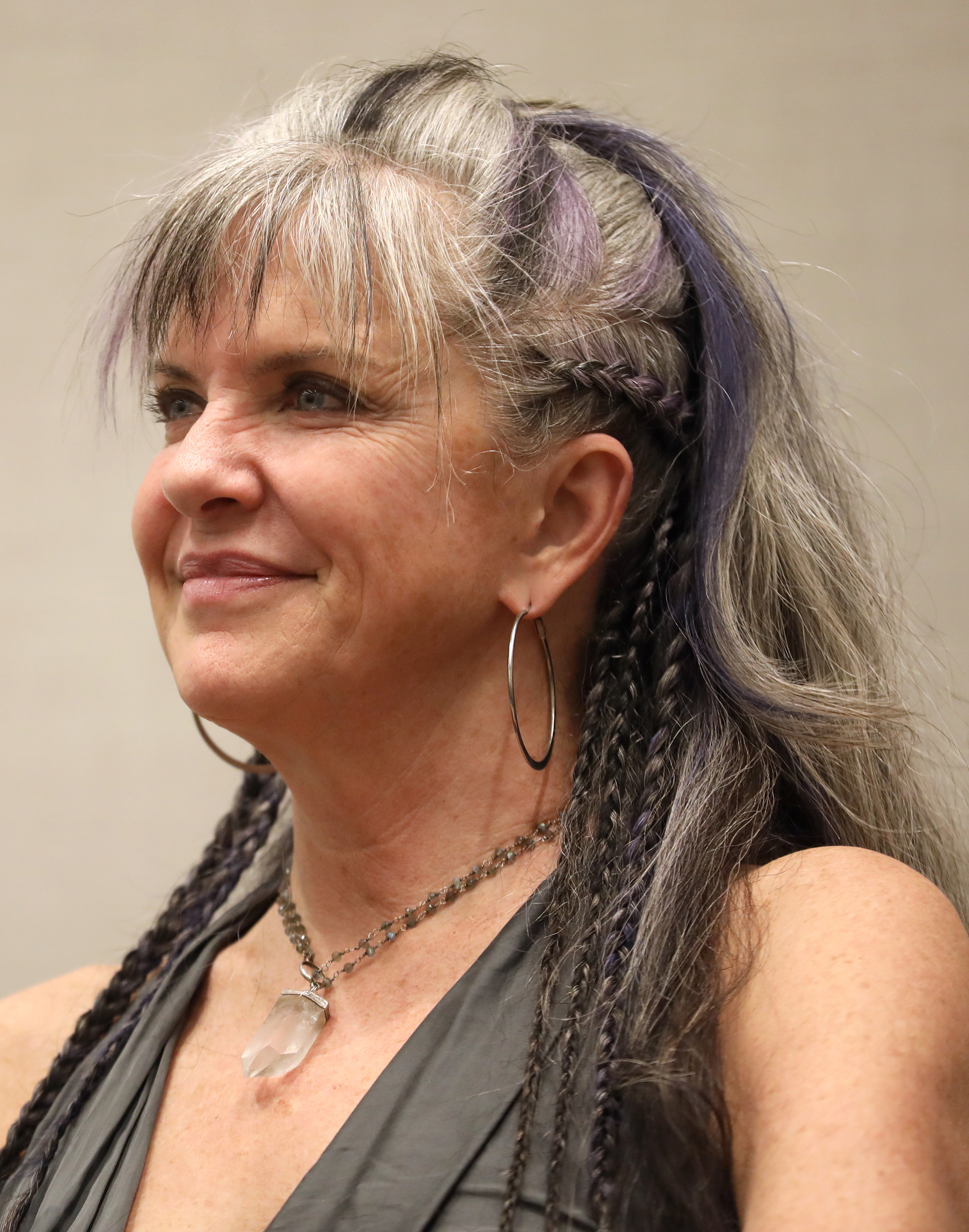
Jennifer Hale, 2024

Jennifer Hale (* 30. Januar 1972 in Goose Bay, Neufundland und Labrador, Kanada) ist eine US-amerikanische Schauspielerin und Synchronsprecherin für Computerspiele und Animationsfilme.

## Leben
Hale wurde in Kanada geboren, wuchs jedoch in den USA auf, wo sie die Alabama School of Fine Arts und anschließend das Birmingham-Southern College in Birmingham (Alabama) besuchte. Bereits in der High School begann Hale, als Produktionsassistentin zu arbeiten. Nach ihrem Abschluss arbeitete Hale als Schauspielerin und pendelte zwischen Birmingham und Atlanta. Einen ersten Erfolg feierte sie 1988 mit dem Fernsehfilm A Father’s Homecoming. Später zog sie nach Hollywood, wo sie ab 1993 Sprechtätigkeiten für Computerspiele, Kino- und Animationsfilme sowie Fernseh- und Radiowerbung übernahm. 1994 wurde sie als Sprecherin der Figur Felicia Hardy/Black Cat in der Zeichentrickserie New Spider-Man besetzt, die erste von zahlreichen Marvel-Comicfiguren, die sie seitdem vertonte. Sie hatte mehrere Gastauftritte in Fernsehserien wie Charmed – Zauberhafte Hexen, Emergency Room – Die Notaufnahme, Just Shoot Me – Redaktion durchgeknipst. In einigen Fällen wurde sie als Carren Learning gelistet. Sie spielte des Weiteren die Cinderella und Prinzessin Aurora in verschiedenen Disney-Produktionen.
Hale wirkte als Synchronsprecherin zudem in Computerspielproduktionen in Haupt- und Nebenrollen mit, darunter mehrere Titel zu Marvel-Comics, zum Rollenspiel-Regelwerk Dungeons & Dragons (Baldur’s Gate/2, Planescape: Torment, Dark Alliance) und dem Star-Wars-Franchise (X-Wing vs. TIE Fighter, Force Commander, Knights of the Old Republic / 2, Jedi Knight: Jedi Academy, The Old Republic) oder den Spieleserien Mass Effect, Metal Gear Solid und Metroid Prime. Für ihre Sprechrolle als weibliche Spielfigur Commander Shepard in Mass Effect 2 war sie bei den Spike Video Game Awards 2010 für den Preis in der Kategorie „Beste darstellerische Leistung einer menschlichen Frau“ nominiert, musste aber Tricia Helfer den Vorzug lassen. 2012 wurde sie erneut für die Rolle als Commander Shepard, diesmal in Mass Effect 3 nominiert.

## Filmografie
Als Darstellerin
- 1988: Wenn Vater der Direktor ist (A Father’s Homecoming, Fernsehfilm)
- 1989: In der Hitze der Nacht (In the Heat of the Night, Fernsehserie, eine Folge)
- 1989: Traveling Man (Fernsehfilm)
- 1991: Mord in der Dämmerung (In the Line of Duty: Manhunt in the Dakotas, Fernsehfilm)
- 1992: Love Potion No. 9 – Der Duft der Liebe (Love Potion No. 9)
- 1993: Camp Wilder (Fernsehserie, eine Folge)
- 1997: Just Shoot Me – Redaktion durchgeknipst (Just Shoot Me!, Fernsehserie, eine Folge)
- 1997: Emergency Room – Die Notaufnahme (ER, Fernsehserie, eine Folge)
- 1997: USA High (Fernsehserie, eine Folge)
- 1998: Auf schlimmer und ewig (Unhappily Ever After, Fernsehserie, eine Folge)
- 1998: Saved by the Bell: The New Class (Fernsehserie, eine Folge)
- 1998: Melrose Place (Fernsehserie, eine Folge)
- 1999: Charmed – Zauberhafte Hexen (Charmed, Fernsehserie, eine Folge)
- 2001: Shrinking Violet (Fernsehfilm)
- 2014: Wolves

Sprechrollen (Auswahl)
- 1993: Der rosarote Panther – Die neuen Folgen (The Pink Panther, Fernsehserie, eine Folge), zusätzliche Stimmen
- 1994: Scooby-Doo in Arabian Nights (Fernsehfilm) … als Aliyah-din
- 1994–1995: Skeleton Warriors (Fernsehserie, 13 Folgen) … als Talyn, Princess Jennifer
- 1995: Mortal Kombat: The Journey Begins … als Sonya Blade
- 1995: Gold Diggers – Das Geheimnis von Bear Mountain (Gold Diggers: The Secret of Bear Mountain) … als erwachsene Beth
- 1995–1996: Der unbesiegbare Iron Man (Iron Man, Fernsehserie, 10 Folgen) … als Julia Carpenter, Spider-Woman, Ghost
- 1995–1997: New Spiderman (Fernsehserie, 29 Folgen) … als Felicia Hardy, Black Cat
- 1996: Bruno the Kid: The Animated Movie … als Leecy Davidson
- 1996: Wing Commander Academy (Fernsehserie, eine Folge)
- 1996: Spider-Man: Sins of the Fathers … als Black Cat, Felicia Hardy
- 1996–1997: Mighty Ducks – Das Powerteam (Mighty Ducks, Fernsehserie, 26 Folgen) … als Mallory McMallard
- 1996–1997: The Real Adventures of Jonny Quest (Fernsehserie, 20 Folgen) … als Jessica Bannon, verschiedene Rollen
- 1997: The Incredible Hulk (Fernsehserie, eine Folge) … als Ms. Allure
- 1997: Mighty Ducks the Movie: The First Face-Off … als Mallory McMallard
- 1997–1999: Superman (Fernsehserie, drei Folgen), verschiedene Rollen
- 1998–2005: Powerpuff Girls (The Powerpuff Girls, Fernsehserie, 31 Folgen) … als Ms. Keane, Princess Morbucks, Sedusa
- 1999: Scooby-Doo und das Geheimnis der Hexe (Scooby-Doo and the Witch’s Ghost) … als Thorn
- 1999: Men in Black – Die Serie (Men in Black: The Series, Fernsehserie, eine Folge)
- 1999: Batman of the Future (Batman Beyond, Fernsehserie, eine Folge) … als Jessie
- 1999–2001: Spider-Man Unlimited (Fernsehserie, sechs Folgen), verschiedene Rollen
- 1999–2004: Rocket Power (Fernsehserie, 10 Folgen) … als Paula Dullard, Shoobie
- 2000: Sinbad: Beyond the Veil of Mists … als Prinzessin Serena
- 2000: Scooby-Doo und die Außerirdischen (Scooby-Doo and the Alien Invaders) … als Dottie
- 2001: Cowboy Bebop: Knockin’ on Heaven’s Door … als Elektra Ovirowa
- 2001: Mickys großes Weihnachtsfest – Eingeschneit im Haus der Maus (Mickey’s Magical Christmas: Snowed in at the House of Mouse) … als Cinderella
- 2001–2012: Totally Spies! (Fernsehserie, 110 Folgen) … als Sam, Mandy, verschiedene Rollen
- 2001–2012: Grim & Evil (Fernsehserie, eine Folge), verschiedene Rollen
- 2002: Cinderella 2 – Träume werden wahr (Cinderella II: Dreams Come True) … als Cinderella
- 2002: The Powerpuff Girls Movie … als Ms. Keane
- 2002: Gotham Girls (Fernsehserie, neun Folgen) … als Dora Smithy, Caroline Greenway, Selma Reesedale
- 2002–2006: Die Liga der Gerechten (Justice League, Fernsehserie, 15 Folgen), verschiedene Rollen
- 2002–2006: What’s New, Scooby-Doo? (Fernsehserie, sieben Folgen), verschiedene Rollen
- 2002–2008: Deckname: Kids next door (Codename: Kids Next Door, Fernsehserie, 42 Folgen), verschiedene Rollen
- 2003: Scooby Doo! Abenteuer am Vampirfelsen (Scooby-Doo! And the Legend of the Vampire) … als Thorn, Queen
- 2003: Powerpuff Girls: Twas the Fight Before Christmas … als Ms. Keane, Prinzessin Morbucks
- 2003: Spider-Man (Fernsehserie, zwei Folgen), verschiedene Rollen
- 2003–2006: Stuart Little (Fernsehserie, 13 Folgen) … als Eleanor Little, Martha Little
- 2004: The Batman (Fernsehserie, eine Folge) … als Becky
- 2004–2006: Brandy & Mr. Whiskers (Fernsehserie, 20 Folgen) … als Margo, verschiedene Rollen
- 2005: Lilo & Stitch 2 – Stitch völlig abgedreht (Lilo & Stitch 2: Stitch Has a Glitch), zusätzliche Stimmen
- 2005: Naruto the Movie 2: Legend of the Stone of Gelel … als Kamina
- 2005–2007: Ben 10 (Fernsehserie, sechs Folgen), verschiedene Rollen
- 2005–2008: Camp Lazlo (Fernsehserie, 15 Folgen) … als Misty, Susie, Mrs. McCannon
- 2006: Codename: Kids Next Door: Operation: Z.E.R.O. (Fernsehfilm), verschiedene Rollen
- 2007: Cinderella – Wahre Liebe siegt (Cinderella III: A Twist in Time) … als Cinderella
- 2007: Teenage Mutant Ninja Turtles (TMNT), zusätzliche Stimmen
- 2007: Billy and Mandy’s Big Boogie Adventure (Fernsehfilm) … als Billys Mutter
- 2007: The Grim Adventures of the KND (Fernsehfilm), zusätzliche Stimmen
- 2008: Arielle, die Meerjungfrau – Wie alles begann (The Little Mermaid – Ariel’s Beginning) … als Alana
- 2008: The Powerpuff Girls Rule!!! (Fernsehfilm) … als Princess Morbucks
- 2008–2009: Wolverine and the X-Men (Fernsehserie, sieben Folgen) … als Jean Grey, Various, Randy’s Wife
- 2009: Two and a Half Men (Fernsehserie, eine Folge) … als TV Ansagerin
- 2009: Superman/Batman: Public Enemies … als Starfire, Killer Frost
- 2009: Totally Spies! The Movie … als Sam/Mandy
- 2009–2010: Star Wars: The Clone Wars (Fernsehserie, sechs Folgen), verschiedene Rollen
- 2009–2011: Batman: The Brave and the Bold (Fernsehserie, fünf Folgen), verschiedene Rollen
- 2010: Kung Fu Magoo … als Agent L
- 2010–2012: Die Avengers – Die mächtigsten Helden der Welt (The Avengers: Earth’s Mightiest Heroes, Fernsehserie, 14 Folgen) … als Carol Danvers, Captain Marvel
- 2010–2013: Mission Scooby-Doo (Scooby-Doo Mystery Incorporated, Fernsehserie, vier Folgen), verschiedene Rollen
- 2011: X-Men (Fernsehserie, sechs Folgen) … als Jean Grey
- 2011–2013: Generator Rex (Fernsehserie, 13 Folgen) … als Black Knight, zusätzliche Stimmen
- 2011–2013: Green Lantern: The Animated Series (Fernsehserie, sechs Folgen), verschiedene Rollen
- 2011–2013: Phineas und Ferb (Phineas and Ferb, Fernsehserie, sechs Folgen) … als Carla, zusätzliche Stimmen
- 2012: Superman vs. The Elite … als Kid Playing Superman, Civilian
- 2012: Ralph reichts (Wreck-It Ralph), zusätzliche Stimmen
- 2012: Sofia die Erste – Auf einmal Prinzessin (Sofia the First, Fernsehfilm) … als Cinderella
- 2012: Star Wars: Detours (Fernsehserie, eine Folge) … als Major Steel
- seit 2024: X-Men ’97  (Fernsehserie) … als Jean Grey

### Computerspiele
Alle gelisteten Rollen sind Sprachrollen und für die englische Version.
- 1994: Quest for Glory IV: Shadows of Darkness … als Katrina
- 1995: The Dark Eye
- 1997: G-Nome … als Computerstimme
- 1997: Star Wars: X-Wing vs. TIE Fighter … als Rebellen Commander, Rebellen Pilot
- 1997: Descent to Undermountain
- 1998: Die by the Sword … als Maya
- 1998: The X-Fools
- 1998: Baldur’s Gate … als Dynaheir, Liia J, Serving Wench
- 1998: Metal Gear Solid … als Dr. Naomi Hunter
- 1998: Rückkehr nach Krondor (Return to Krondor)
- 1999: Metal Gear Solid: Integral … als Naomi Hunter
- 1999: Metal Gear Solid: VR Missions … als Naomi Hunter
- 1999: Planescape: Torment … als Grace, die Gefallene, Deionarra
- 1999: Revenant … als Andria, Harowen
- 1999: Gabriel Knight 3: Blut der Heiligen, Blut der Verdammten … als Madeline Buthane
- 1999: Reading Blaster Kindergarten … als G.C.
- 1999: Math Blaster 2nd Grade … als G.C.
- 2000: Forgotten Realms: Baldur’s Gate II – Shadows of Amn … als Mazzy Fentan
- 2000: Star Wars: Force Commander … als Pilotin, Scanner-Jammer-Fahrer, Rullian-Gefangene #2
- 2000: Orphen: Scion of Sorcery … als Cleo, Quaris
- 2000: Alundra 2 … als Ruby, Naomi, Rusty, Royal Girl B
- 2000: Ground Control … als Sarah Parker, Squad- & Landungsschiff-Stimmen #6
- 2000: Spider-Man … als Black Cat, Mary Jane
- 2000: Sacrifice … als Persephone
- 2000: Grandia II … als Elena, Paella
- 2000: Ground Control: Dark Conspiracy … als Sarah Parker
- 2001: Baldur’s Gate 2 … als Mazzy Fentan
- 2001: The Powerpuff Girls: Chemical X-traction … als Prinzessin Morbucks, Sedusa
- 2001: Atlantis: The Lost Empire – Search for the Journal
- 2001: Kingdom Under Fire: A War of Heroes
- 2001: Baldur’s Gate 2: Thron des Bhaal … als Mazzy Fentan
- 2001: Star Trek: Starfleet Command: Orion Pirates
- 2001: The Mummy Returns … als Anck-Sunamun, Meela
- 2001: Spider-Man 2: Enter Electro … als Rogue, Dr. Watts, Computer 2
- 2001: Metal Gear Solid 2: Sons of Liberty … als Emma Emmerich
- 2001: Baldur’s Gate: Dark Alliance … als Lady Alyth Elendara
- 2002: Bloody Roar: Primal Fury/Bloody Roar Extreme … als Alice Nonomura, Shina, Uriko Nonomura (nicht gelistet)
- 2002: X-Men: Next Dimension … als Rogue
- 2002: Der Herr der Ringe: Die Gefährten (The Lord of the Rings: The Fellowship of the Ring) … als Galadriel, Lobelia
- 2002: Powerpuff Girls: Relish Rampage … als Miss Keane, Prinzessin, Sedusa, verschiedene Rollen
- 2002: La Pucelle: Tactics … als Prier
- 2002: EOE: Eve of Extinction … als Zera
- 2002: Disney’s Stitch: Experiment 626
- 2002: Eternal Darkness: Sanity’s Requiem … als Alexandra Roivas, Xel’lotath
- 2002: Bruce Lee: Quest of the Dragon als Xialon, zusätzliche Stimmen
- 2002: Metal Gear Solid 2: Substance
- 2002: Star Trek: Starfleet Command III … als Föderations-Offizier #1, zusätzliche Stimmen
- 2002: Metroid Prime … als Samus Aran (nicht gelistet)
- 2003: Onimusha Blade Warriors … als Kaede
- 2003: Freelancer … als Commander Jun’ko Zane ('Juni')
- 2003: Tenchu: Wrath of Heaven … als Keiken
- 2003: P.N.03 … als Vanessa Z. Schneider, Der Klient
- 2003: X2: Wolverine’s Revenge … als Carol Hines, Rogue
- 2003: Findet Nemo (Finding Nemo) … als Dory
- 2003: RTX Red Rock … als Colony Shrink
- 2003: Arc the Lad: Twilight of the Spirits … als Delma
- 2003: Lionheart: Legacy of the Crusader
- 2003: Star Wars: Knights of the Old Republic … als Bastila Shan
- 2003: Star Wars Jedi Knight: Jedi Academy … als Jaden Korr (weiblich)
- 2003: Tales of Symphonia … als Sheena Fujibayashi
- 2003: The Hobbit … als Lianna
- 2003: Tak and the Power of Juju … als Flora
- 2004: Ground Control II: Operation Exodus … als Major Sarah Parker
- 2004: Xenosaga Episode II: Jenseits von Gut und Böse … als Nigredo (Kind), Operator, U.M.N.-Stab
- 2004: Maximo vs. Army of Zin … als Elizabet, White Lady
- 2004: Wrath Unleashed … als Helamis
- 2004: Onimusha 3 … als Michelle Aubert
- 2004: Scooby Doo: Mystery Mayhem … als Poltergeist, Computer, Shermantech-Wissenschaftler
- 2004: Metal Gear Solid: The Twin Snakes … als Dr. Naomi Hunter
- 2004: Samurai Jack: The Shadow of Aku … als Kind, Lizard, Bürger, Sklave
- 2004: Syphon Filter: The Omega Strain … als Maggie Powers, Mara Aramov
- 2004: Galleon … als Faith
- 2004: Catwoman: The Game … als Patience Phillips, Catwoman
- 2004: Shellshock: Nam ’67 … als Krankenschwester #1
- 2004: Tak 2: The Staff of Dreams … als Flora
- 2004: The Bard’s Tale, zusätzliche Stimmen
- 2004: EverQuest II … als Generic Racial Callouts
- 2004: Metroid Prime 2: Echoes … als Samus Aran (nicht gelistet)
- 2004: Star Wars: Knights of the Old Republic II: The Sith Lords … als Bastila Shan
- 2005: Samurai Western … als Anne Barret, Kind 1, Gunman 3
- 2005: killer7 … als Linda Vermillion
- 2005: Darkwatch: Curse of the West … als Cassidy Sharp
- 2005: Mercenaries: Playground of Destruction … als Jennifer Mui, News-Korrespondent #1, Experte #1
- 2005: Shadow of Rome … als Chamain, zusätzliche Stimmen
- 2005: Doom 3: Resurrection of Evil … als Dr. Elizabeth McNeil
- 2005: Ape Escape: On the Loose … als Casi, Mutter, Kind
- 2005: Predator: Concrete Jungle, zusätzliche Stimmen
- 2005: X-Men Legends II: Rise of Apocalypse … als Scarlet Witch, Stepford Cuckoos
- 2005: Ultimate Spider-Man … als Silver Sable
- 2005: Tak 3: The Great Juju Challenge … als Flora Juju
- 2005: SOCOM 3: U.S. Navy SEALs … als HQ
- 2005: SOCOM: U.S. Navy SEALs Fireteam Bravo … als HQ
- 2005: Operation: V.I.D.E.O.G.A.M.E. … als Numbuh 86, Computer
- 2005: Age of Empires III … als Elizabet Ramsey, zusätzliche Stimmen
- 2005: The Matrix: Path of Neo … als Trinity
- 2005: Neopets: The Darkest Faerie … als Illusen, Vanity
- 2005: Kingdom of Paradise … als Xiux Yu, Ginritsu
- 2005: Dance Dance Revolution: Mario Mix … als Toadette
- 2006: Tales of Legendia … als Stella (nicht gelistet)
- 2006: Syphon Filter: Dark Mirror … als Maggie, Mara Aramov
- 2006: Metroid Prime: Hunters … als Samus Aran
- 2006: Spider-Man: Battle for New York … als Silver Sable
- 2006: The Da Vinci Code … als Sophie Neveu
- 2006: Cars
- 2006: Desperate Housewives: The Game … als Tutorial-Stimme
- 2006: Justice League Heroes … als Black Canary
- 2006: Scooby-Doo: Who’s Watching Who? … als Professor Lorelei Leigh
- 2006: SOCOM: U.S. Navy SEALs Combined Assault … als HQ
- 2006: SOCOM: U.S. Navy SEALs Fireteam Bravo 2 … als HQ
- 2007: Metroid Prime 3: Corruption … als Samus Aran (nicht gelistet)
- 2007: Syphon Filter: Logan’s Shadow … als Maggie Powers
- 2007: SOCOM: U.S. Navy SEALs Tactical Strike … als HQ
- 2007: Totally Spies!: Swamp Monster Blues … als Sam
- 2007: Spider-Man: Friend or Foe … als Silver Sable
- 2007: Mass Effect … als Commander Shepard (weiblich), May O’Connell
- 2007: Cars Mater-National … als Emma
- 2008: Disney Friends … als Dory
- 2008: Metal Gear Solid 4: Guns of the Patriots … als Naomi Hunter, Little John
- 2008: Mercenaries 2: World in Flames … als Jennifer Mui
- 2008: SOCOM: U.S. Navy SEALs Confrontation … als Ankündigungsstimme Commando
- 2008: S.T.A.L.K.E.R.: Clear Sky … als Ankündigungsstimme Multiplayer
- 2008: Rise of the Argonauts … als Alceme
- 2009: FusionFall … als Princess Morbucks
- 2009: Brütal Legend … als Ophelia
- 2009: Star Wars: The Clone Wars – Republic Heroes … als Aayla Secura
- 2009: Cars Race-O-Rama
- 2010: Spider-Man: Shattered Dimensions … als Silver Sable, Noir Calypso
- 2010: No More Heroes 2: Desperate Struggle … als Kimmy Howell, Alice Twilight
- 2010: Mass Effect 2 … als Commander Shepard (weiblich)
- 2010: Kingdom Hearts: Birth by Sleep … als Cinderella/Aurora
- 2010: Clash of the Titans … als Andromeda, Pemphredo
- 2010: The Lord of the Rings: Aragorn’s Quest … als Galadriel
- 2010: God of War: Ghost of Sparta … als Erinys (gelistet als „Tochter des Todes“, in Absprache mit Erin Torpey)
- 2011: Marvel vs. Capcom 3: Fate of Two Worlds … als Phoenix
- 2011: Star Wars: The Old Republic … als Satele Shan, weiblicher Trooper, zusätzliche Stimmen
- 2011: Bulletstorm … als Trishka Novak
- 2011: Knights Contract … als Trude/Erzähler (Mutter)
- 2011: The Lord of the Rings: War in the North … als Idonna Bellflower
- 2011: SOCOM 4: U.S. Navy SEALs … als HQ
- 2011: Gears of War 3 … als Warehouse Stranded, zusätzliche Stimmen
- 2011: Ultimate Marvel vs. Capcom 3 … als Phoenix
- 2011: Uncharted 3: Drake’s Deception … als Ankündigungsstimme Multiplayer
- 2011: Kinect Disneyland Adventures … als Cinderella/Aurora
- 2012: Mass Effect 3 … als Commander Shepard (weiblich)
- 2012: Kinect Star Wars … als Mavra Zane
- 2012: Diablo III … als Leah
- 2012: Infex als Danny
- 2012: Guild Wars 2 … als Queen Jennah, Sylvari Charaktere (weiblich)
- 2012: Call of Duty: Black Ops II … als Anderson, Police Dispatcher
- 2012: Halo 4 … als Commander Sarah Palmer
- 2012: PlayStation All-Stars Battle Royale … als Nariko
- 2012: Guardians of Middle-Earth … als Galadriel
- 2013: God of War: Ascension … als Alecto, Sklavin, Lysandra
- 2013: BioShock Infinite … als Rosalind Lutece
- 2013: Star Wars: The Old Republic – Rise of the Hutt Cartel … als Republic Trooper (weiblich)
- 2013: Injustice: Gods Among Us … als Hawkgirl, Killer Frost
- 2013: Fuse … als Naya Deveraux
- 2013: The Last of Us, zusätzliche Stimmen
- 2013: Knack als Katrina, Chairwoman
- 2013: République … als Mireille Prideaux
- 2014: Broken Age … als Mom
- 2014: Bioshock Infinite: Burial at Sea … als Rosalind Lutece, zusätzliche Stimmen
- 2014: The Elder Scrolls Online … als Lyris Titanborn
- 2014: Halo: The Master Chief Collection … als Commander Sarah Palmer
- 2015: Halo 5: Guardians … als Commander Sarah Palmer
- 2018: Overwatch … als Elizabeth Caledonia „Calamity“ Ashe